# Louise Bénédicte de Bourbon
Louise Bénédicte de Bourbon (Anne Louise Bénédicte), (n. 8 noiembrie 1676, Paris, Regatul Franței – d. 23 ianuarie 1753, Paris, Regatul Franței), a fost fiica lui Henri Jules de Bourbon Prinț de Condé și al Anne Henriette de Bavaria. Ca membră a Casei de Bourbon a fost prințesă de sânge. S-a căsătorict cu Louis Auguste de Bourbon, fiul recunoscut al regelui Ludovic al XIV-lea al Franței și a metresei sale, Madame de Montespan.
1. ↑  Autoritatea BnF, accesat în 10 octombrie 2015